# Volkskammerverkiezingen 1958
De Volkskammerverkiezingen van 1958 vonden op 16 november 1958 in de Duitse Democratische Republiek plaats. Het waren de derde landelijke verkiezingen in de DDR.
Volgens de officiële opgave stemde 99,87% van de kiesgerechtigden op de eenheidslijst van het door de communistische Socialistische Eenheidspartij van Duitsland (Sozialistische Einheitspartei Deutschlands, SED) gedomineerde Nationaal Front (Nationale Front).

## Uitslag
| Partij/massaorganisatie                                                                    | DDR-afgevaardigden | Groot-Berlijn-afgevaardigden | totaal | naar partijlidmaatschap |
| ------------------------------------------------------------------------------------------ | ------------------ | ---------------------------- | ------ | ----------------------- |
| Socialistische Eenheidspartij van Duitsland (Sozialistische Einheitspartei Deutschlands)   | 100                | 17                           | 117    |                         |
| Democratische Boerenpartij van Duitsland (Demokratische Bauernpartei Deutschlands)         | 45                 | 7                            | 52     |                         |
| Christelijk-Democratische Unie van Duitsland (Christlich-Demokratische Union Deutschlands) | 45                 | 7                            | 52     |                         |
| Liberaal-Democratische Partij van Duitsland (Liberal-Demokratische Partei Deutschlands)    | 45                 | 7                            | 52     |                         |
| Nationaal-Democratische Partij van Duitsland (National-Demokratische Partei Deutschlands)  | 45                 | 7                            | 52     |                         |
| Vrije Duitse Vakvereniging (Freier Deutscher Gewerkschaftsbund)                            | 45                 | 8                            | 53     | -                       |
| Democratische Vrouwenbond van Duitsland (Demokratischer Frauenbund Deutschlands)           | 25                 | 4                            | 29     | -                       |
| Vrije Duitse Jeugd (Freie Deutsche Jugend)                                                 | 25                 | 4                            | 29     | -                       |
| Cultuurbond (Kulturbund)                                                                   | 15                 | 3                            | 18     | -                       |
| Vereniging van de Wederzijdse Boerenhulp (Vereinigung der gegenseitigen Bauernhilfe)       | 10                 | 2                            | 12     | -                       |
| Totaal                                                                                     | 400                | 66                           | 466    | -                       |

## Presidium
- Voorzitter van de Volkskammer
Johannes Dieckmann (LDPD)
- Eerste vicevoorzitter van de Volkskammer
Hermann Matern (SED)
- Vicevoorzitters
Friedrich Ebert (SED)
August Bach (CDUD)
Ernst Goldenbaum (DBD)
Wilhelmine Schirmer-Pröscher (DFD)
Grete Groh-Kummerlöw (FDGB)

## Fractievoorzitters
- SED: Hermann Matern
- DBD: Berthold Rose
- CDUD: Gerald Götting
- LDPD: Rudolf Agsten
- NDPD: Wolfgang Rösser
- FDGB: Rudolf Kirchner
- DFD: Katharina Kern
- FDJ: Helmut Müller
- Kulturbund: Erich Wendt
- VdgB: Friedrich Wehmer

## Verwijzing
1. ↑  Het gaat hier om het lidmaatschap van een partij van leden van de massaorganisaties van het NF